# Ryuk (Death Note)
Ryuk (Nhật: リューク Hepburn: Ryūku) là một nhân vật hư cấu trong bộ manga Death Note do Ohba Tsugumi và Obata Takeshi sáng tạo. Ông là một Shinigami chán chường đánh rơi Death Note – cuốn sổ cho phép người dùng nó giết chết bất kì ai bằng việc biết mặt và tên đối tượng – xuống nhân giới, nhằm tìm cách thoát khỏi sự nhàm chán của mình. Yagami Raito, một cậu học sinh thông minh nhặt được cuốn sổ và dùng nó nhằm tạo ra một thế giới lý tưởng sạch bóng tội ác, với chính L là người lãnh đạo như một "vị chúa".
Trong bản chuyển thể anime, Nakamura Shidō là người lồng tiếng Ryuk trong bản tiếng Nhật, trong khi người giữ vai trò tương tự ở bản tiếng Anh là Brian Drummond. Tất cả diễn viên đảm nhận vai lồng tiếng nhân vật có sử dụng công nghệ CGI trong các bộ phim điện ảnh người đóng là Fukushima Jun trong bản truyền hình người đóng. Ở bản nhạc kịch, người hóa thân Ryuk là Yoshida Kōtarō trong khi ở bản điện ảnh Mỹ, Jason Liles thủ vai nhân vật trong lốt hóa trang, còn Willem Dafoe góp giọng lồng tiếng và công nghệ ghi hình chuyển động trên khuôn mặt.